# Robert Herbert (12e comte de Pembroke)
Robert Henry Herbert, 12e comte de Pembroke et 9e comte de Montgomery (19 septembre 1791 - 25 avril 1862) est un noble et pair britannique. Il est héritier de grands domaines et d'un poste de chef de la famille distinguée Herbert avec le comté de Pembroke, mais a vécu une vie irrégulière en exil après une jeunesse dissolue.

## Biographie

### Jeunesse

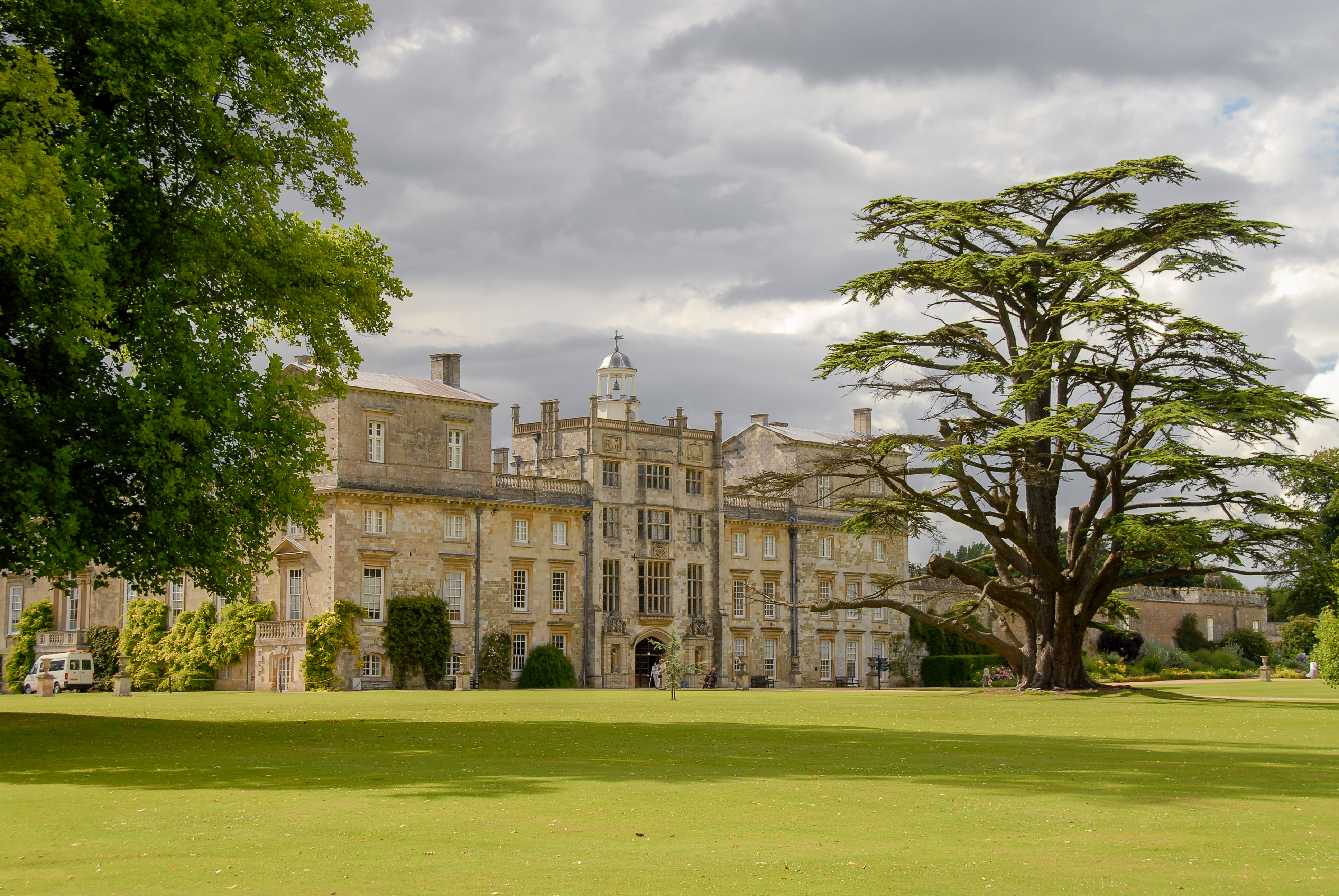
Wilton House

Herbert est né le 19 septembre 1791 à Hill Street, à Londres, le deuxième fils (mais l'aîné survivant) de George Herbert (11e comte de Pembroke) de son premier mariage avec sa cousine germaine, Elizabeth (d. 1793). Elle est la fille de Topham Beauclerk de Lady Diana Beauclerk, fille de Charles Spencer (3e duc de Marlborough) et arrière-arrière-petite-fille de Charles II. Il passe son enfance à Wilton House, le siège de Pembroke dans le Wiltshire.
Après ses études à la Harrow School, il s'inscrit à Christ Church, Oxford en 1810 Il se rend ensuite en Sicile. Contre la volonté de son père, Herbert fait un mariage clandestin désastreux au Palais Butera à Palerme le 17 août 1814. Son épouse est une princesse sicilienne, Ottavia Spinelli (1779–1857), veuve depuis peu du prince (beaucoup plus âgé) Ercole Branciforte di Butera, et fille du duc de Laurino.
Avant la mort du prince, le jeune vicomte Herbert avait été cavalier servant de la princesse. Son père tente de faire dissoudre le mariage sans succès, mais réussit à persuader les autorités siciliennes de séparer les époux. En conséquence, Lord Herbert est emprisonné dans une forteresse et sa femme dans un couvent. Herbert parvient cependant à s'échapper à Gênes et retourne en Angleterre, où son père le persuade d'abandonner la princesse. Elle prend rapidement une maison à Londres sous le nom de Lady Herbert et intente une action en restitution des droits conjugaux devant les tribunaux anglais en 1819. Le mariage est annulé et elle reçoit 800 £ par an, qui auraient été augmentés à 5 000 £, mais Lord Herbert et la princesse ne se sont plus jamais revus. Ni l'un ni l'autre ne se sont remariés.

### Exil

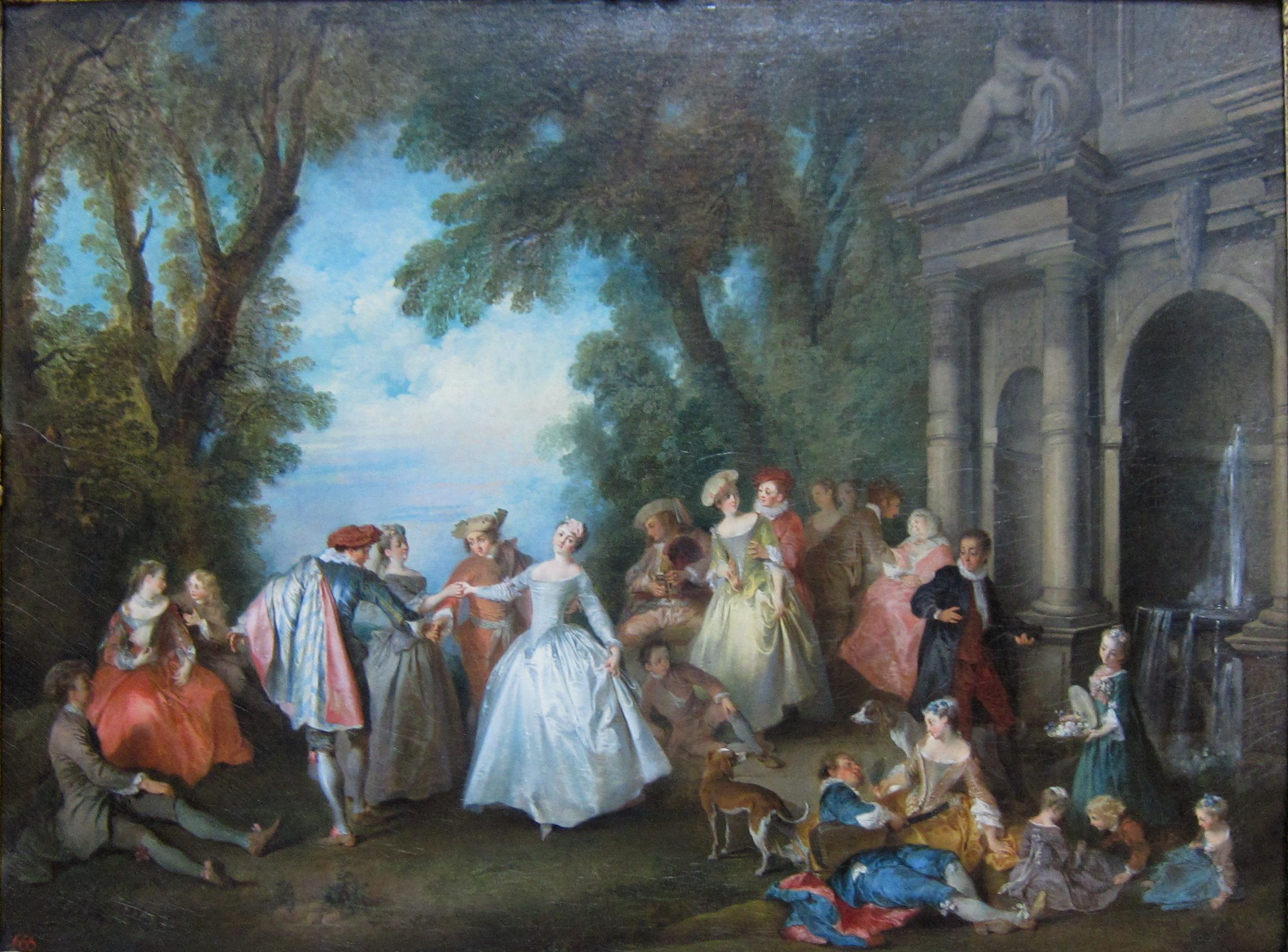
Danse devant une fontaine de Nicolas Lancret, Getty Center

Herbert hérite des titres à la mort de son père en 1827 et prend son siège à la Chambre des lords en 1833. En vertu d'un accord familial, son demi-frère plus jeune et diligent, l'homme d'État Sidney Herbert (1er baron Herbert de Lea), prend le contrôle de la gestion des domaines familiaux centrés sur Wilton House, Wiltshire.
Par la suite, en 1837, Herbert vit à Paris, où Lord Malmesbury écrit à son sujet: «Lord Pembroke vit en très bon état à Paris et est aussi célèbre pour son cuisinier que pour ses chevaux. C'est un très bel homme." Herbert possède la "Danse devant une fontaine" de Lancret, précédemment dans la collection de Catherine la Grande ; il est vendu lors de sa succession en juin 1862. Un deuxième tableau de sa collection est La réunion dans le pare de Jean-Baptiste Pater. Il possède également une montre de poche en or 18 carats Garde Temps achetée en 1832 à Louis Antoine Breguet pour 5 000 francs. La montre est vendue aux enchères en 2005 pour 74 750 francs suisses.
Il vit en exil au n° 19 place Vendôme période pendant laquelle il engendre sept enfants illégitimes, dont la plupart adoptent le nom de famille «Montgomery» (comme d'autres enfants naturels de la famille Herbert l'avaient fait) ou «de Pembroke». de Montgomery ». Il se rend régulièrement à Londres où sont nés trois enfants de sa relation avec Alexina Sophia Gallot (née à Londres le 7 mars 1821), fille de John et Ann Gallot : 
1. Robert Henry Granville Montgomery, né vers 1840.
2. Sidney George Granville Montgomery, né vers 1842. Il épouse Catherine, fille d'Edward Heugh.
3. Ida Alexina, née en 1846.

À Paris, il noue une relation avec la danseuse de ballet Marie Catherine Caroline (Elisa) Schäffer, avec qui il a quatre enfants : 
1. Henriette, née à Paris 30 novembre 1844. Elle épouse en 1866 Amédée, baron Dubreton (1834–1900). Elle meurt en 1910.
2. Henri Georges de Pembroke de Montgomery, diplomate. Il est né le 17 décembre 1845. Il épouse en février 1884 Marie Lucille Adèle Ditte. Il meurt le 29 novembre 1900 (il est enterré au mausolée de Chevreuse).
3. Adolphus, b. 1848.
4. Henriette Jeanne Montgomery, née le 2 novembre 1855. Elle épouse le 5 mai 1877 Louis Janvier de la Motte. Elle meurt le 16 juillet 1904 (elle est enterrée au Mausolée avec son frère Henri Georges).

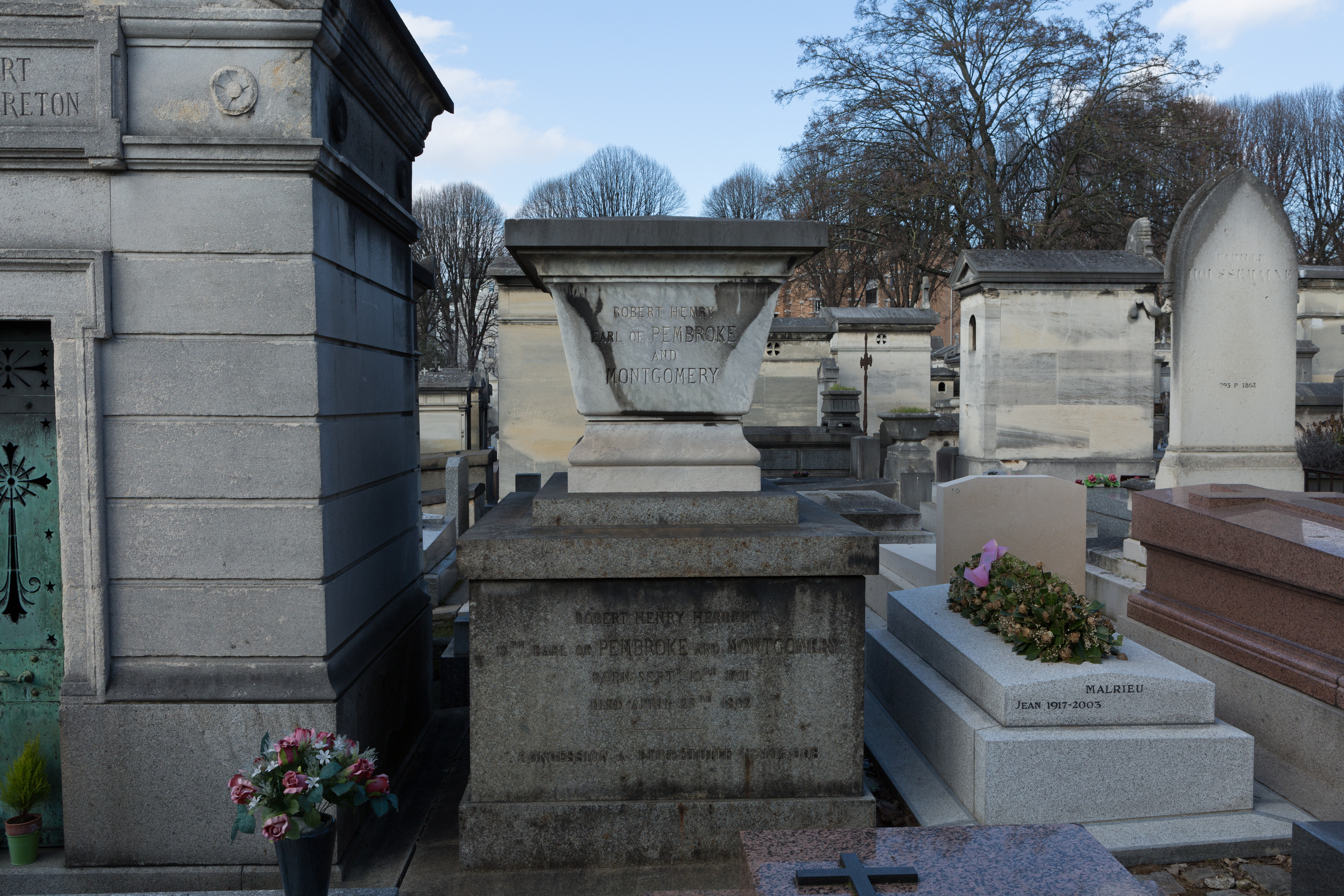
Cimetière du Père-Lachaise

Il meurt à Paris le 25 avril 1862 où il est enterré au Cimetière du Père-Lachaise. Herbert a pourvu généreusement tous ses enfants dans son testament.

### Succession
Herbert est remplacé dans ses titres par son demi-neveu, George Herbert (13e comte de Pembroke) (1850–1895), qui a l'année précédente succédé à son père comme baron Herbert de Lea, de sorte que ce titre a fusionné avec le comté. Les frères et sœurs du 13e comte reçoivent le titre et la préséance des fils ou filles cadets d'un comte par mandat royal (le 30 mai).